# Alphonso Barto
Alphonso Barto (* 24. Mai 1834 in Hinesburg, Vermont; † 4. November 1899 in St. Cloud, Minnesota) war ein US-amerikanischer Politiker. Zwischen 1874 und 1876 war er Vizegouverneur des Bundesstaates Minnesota.

## Werdegang
Alphonso Barto besuchte die öffentlichen Schulen seiner Heimat. Nach einem anschließenden Jurastudium in Geneva (Illinois) und seiner Zulassung als Rechtsanwalt begann er in seinem neuen Beruf zu arbeiten. Gleichzeitig schlug er als Mitglied der Republikanischen Partei eine politische Laufbahn ein. Er diente zwischenzeitlich als Hauptmann bei einer Einheit aus Illinois. Im Jahr 1869 zog er nach Minnesota, wo er Kämmerer im Stearns County war. In den Jahren 1872 und 1873 saß er als Abgeordneter im Repräsentantenhaus von Minnesota.
1873 wurde Barto an der Seite von Cushman Kellogg Davis zum Vizegouverneur von Minnesota gewählt. Dieses Amt bekleidete er zwischen 1874 und 1876. Dabei war er Stellvertreter des Gouverneurs und Vorsitzender des Staatssenats. Er starb am 4. November 1899 in St. Cloud.